# Danh sách bài hát thu âm bởi GFriend
Đây là danh sách tất cả các bài hát của nhóm nhạc nữ Hàn Quốc GFriend. Nhóm đã phát hành tổng cộng 93 bài hát kể từ khi ra mắt vào năm 2015 cho đến tháng 11 năm 2020 với 3 album phòng thu, 1 album tổng hợp, 1 album tái phát hành và 10 mini album.
| Biểu thị cho bài hát chủ đề | Bài hát chủ đề.                                  |
| ‡                           | Bài hát có cả phiên bản tiếng Hàn và tiếng Nhật. |

## A
| Bài hát                    | Sáng tác | Album                 | Năm  | Nguồn |
| -------------------------- | --- | --------------------- | ---- | ----- |
| "Ave Maria" (두 손을 모아) | Megatone Ferdy | Parallel              | 2017 | [ 1 ] |
| "A Starry Sky"             | Son Go-eun | Time for Us           | 2019 | [ 2 ] |
| "Apple" ‡                  | FRANTS Pdogg "hitman" bang Hwang Hyun (MonoTree) Eunha Hannah Robinson Richard Phillips Alex Nese Chendy Yuju Noh Joo-hwan Kim Jin (Makeumine Works) Gu Yeo-reum (Makeumine Works) Lee Seu-ran | 回:Song of the Sirens | 2020 | [ 3 ] |

## B
| Bài hát                                  | Sáng tác                                      | Album                   | Năm  | Nguồn |
| ---------------------------------------- | --------------------------------------------- | ----------------------- | ---- | ----- |
| "Bye"                                    | Noh Joo-hwan Kim Ye-il Sophia Pae             | Time for the Moon Night | 2018 | [ 4 ] |
| "Beautiful"                              | Kanata Okajima Carlos K. Taku Goto            | Fallin' Light           | 2019 | [ 5 ] |
| "Better Me" (thể hiện bởi Sowon và Umji) | SCORE (13) MEGATONE (13) LUKE (13) Umji Sowon | 回:Walpurgis Night      | 2020 | [ 6 ] |

## C
| Bài hát                     | Sáng tác                                                              | Album                 | Năm  | Nguồn  |
| --------------------------- | --------------------------------------------------------------------- | --------------------- | ---- | ------ |
| "Compass" (나침반)          | Kim Jung-yoon (ZigZag Note) Oh Ji-hoon Choi Hyun-joon                 | LOL                   | 2016 | [ 7 ]  |
| "Click" (찰칵)              | Mafly Hyuk Shin MRey DK Shin                                          | LOL                   | 2016 | [ 8 ]  |
| "Contrail" (비행운: 飛行雲) | Mafly Keyfly Brian Choi 220 Erik                                      | The Awakening         | 2017 | [ 9 ]  |
| "Crush" (핑)                | e.one                                                                 | The Awakening         | 2017 | [ 10 ] |
| "Crossroads" (교차로) ‡     | Noh Joo-hwan Lee Won-jong                                             | 回:Labyrinth          | 2020 | [ 11 ] |
| "Crème Brûlée"              | Lee Woo-min "collapsedone" Justin Reinstein Mayu Wakisaka Lee Seu-ran | 回:Song of the Sirens | 2020 | [ 12 ] |

## D
| Bài hát            | Sáng tác                   | Album        | Năm  | Nguồn  |
| ------------------ | -------------------------- | ------------ | ---- | ------ |
| "Distance" (한 뼘) | Iggy Youngbae              | LOL          | 2016 | [ 13 ] |
| "Dreamcatcher"     | Kim Yeon-seo Dvwn minGtion | 回:Labyrinth | 2020 | [ 14 ] |

## E
| Bài hát                        | Sáng tác | Album                 | Năm  | Nguồn  |
| ------------------------------ | --- | --------------------- | ---- | ------ |
| "Emotional Days"               | Carlos K. | Fallin' Light         | 2019 | [ 15 ] |
| "Eclipse" (지금 만나러 갑니다) | SCORE (13) MEGATONE (13) DOOR (13) | 回:Labyrinth          | 2020 | [ 16 ] |
| "Eye of the Storm" (눈의 시간) | Alyssa Ayaka Ichinose Mike Macdermid Charlotte Churchman David Brant "hitman" bang Umji Lee Mi-seong (VoidheaD) Lee Seu-ran Yuju Kim Jin (Makeumine Works) | 回:Song of the Sirens | 2020 | [ 17 ] |

## F
| Bài hát                         | Sáng tác                                           | Album                      | Năm  | Nguồn         |
| ------------------------------- | -------------------------------------------------- | -------------------------- | ---- | ------------- |
| "Fall in Love" (물들어요)       | Hong Beom-gyu Jo In-ho Kim Woong                   | LOL                        | 2016 | [ 18 ]        |
| "Fingertip"                     | Iggy Youngbae                                      | The Awakening              | 2017 | [ 19 ]        |
| "Falling Asleep Again" (그루잠) | Mafly Noh Joo-hwan Lee Won-jong                    | Parallel                   | 2017 | [ 20 ]        |
| "Flower Garden" (휘리휘리)      | MI.O                                               | Time for the Moon Night    | 2018 | [ 21 ]        |
| "Flower" ‡                      | 13                                                 | Fever Season Fallin' Light | 2019 | [ 22 ] [ 23 ] |
| "Fever" (열대야)                | Igi (Oreo) Cino (Oreo) Ung Kim (Oreo)              | Fever Season               | 2019 | [ 24 ]        |
| "Fallin' Light" (天使の梯子)    | Iggy SYB Carlos K.                                 | Fallin' Light              | 2019 | [ 25 ]        |
| "From Me"                       | Noh Joo-hwan Lee Won-jong Jeina Choi "hitman" bang | 回:Labyrinth               | 2020 | [ 26 ]        |

## G
| Bài hát                            | Sáng tác                                                                    | Album              | Năm  | Nguồn  |
| ---------------------------------- | --------------------------------------------------------------------------- | ------------------ | ---- | ------ |
| "Glass Bead" (유리구슬) ‡          | Iggy Youngbae                                                               | Season of Glass    | 2015 | [ 27 ] |
| "Gone with the Wind" (바람에 날려) | e.one                                                                       | LOL                | 2016 | [ 28 ] |
| "Glow" (만화경)                    | Lee Mi-so Daniel Sherman Val De Prete Caroline Gustavsson                   | Time for Us        | 2019 | [ 29 ] |
| "GRWM"                             | Son Young-jin (MosPick) Yeahnice (MosPick) Ferdy (MosPick) JayJay (MosPick) | 回:Walpurgis Night | 2020 | [ 30 ] |

## H
| Bài hát                            | Sáng tác               | Album         | Năm  | Nguồn  |
| ---------------------------------- | ---------------------- | ------------- | ---- | ------ |
| "Hear the Wind Sing" (바람의 노래) | Megatone Ferdy         | The Awakening | 2017 | [ 31 ] |
| "Hope" (기대)                      | GFriend Lee Won-jong   | Fever Season  | 2019 | [ 32 ] |
| "Here We Are"                      | Jeong Ho-hyeon (e.one) | 回:Labyrinth  | 2020 | [ 33 ] |

## I
| Bài hát               | Sáng tác                           | Album       | Năm  | Nguồn  |
| --------------------- | ---------------------------------- | ----------- | ---- | ------ |
| "It's You" (겨울, 끝) | Miyao Jade Kim Ah-reum Spacecowboy | Time for Us | 2019 | [ 34 ] |

## K
| Bài hát                        | Sáng tác                               | Album         | Năm  | Nguồn  |
| ------------------------------ | -------------------------------------- | ------------- | ---- | ------ |
| "Koi no Hajimari" (恋の始まり) | Noh Joo-hwan Lee Won-jong Kim Jung-woo | Fallin' Light | 2019 | [ 35 ] |

## L
| Bài hát                          | Sáng tác                                                                                              | Album                   | Năm  | Nguồn  |
| -------------------------------- | --- | ----------------------- | ---- | ------ |
| "Luv Star" (사랑별)              | e.one Jo Jae-seok                                                                                     | Snowflake               | 2016 | [ 36 ] |
| "LOL"                            | Kim Eana Master Key Phat Music Score                                                                  | LOL                     | 2016 | [ 37 ] |
| "Love Whisper" (귀를 기울이면) ‡ | Iggy Youngbae                                                                                         | Parallel                | 2017 | [ 38 ] |
| "Life is a Party"                | Mafly Ponde Hyuk Shin RE:ONE Davey Nate                                                               | Parallel                | 2017 | [ 39 ] |
| "Love Bug"                       | Seo Ji-eum David Amber Andy Love Ryan S. Jhun                                                         | Time for the Moon Night | 2018 | [ 40 ] |
| "Love in the Air"                | Andreas Öberg Darren Smith Sean Alexander Noh Joo-hwan Avenue 52                                      | Sunny Summer            | 2018 | [ 41 ] |
| "L.U.V." (기적을 넘어)           | Lee Seu-ran Darren Smith Sean Alexander Avenue 52                                                     | Time for Us             | 2019 | [ 42 ] |
| "Love Oh Love"                   | Jerry Emotional Vending Machine Megatone stereo14                                                     | Time for Us             | 2019 | [ 43 ] |
| "La Pam Pam"                     | Jang Jung-woo (MI.O)                                                                                  | Fallin' Light           | 2019 | [ 44 ] |
| "Labyrinth" ‡                    | "hitman" bang Cho Yoon-kyung Noh Joo-hwan ADORA Sophia Pae Kim Jung-woo FRANTS Carlos K. Kim Yeon-seo | 回:Labyrinth            | 2020 | [ 45 ] |
| "Love Spell"                     | FRANTS Maria Marcus "hitman" bang Misung (VoidheaD) ZNEE (Flying Lab)                                 | 回:Walpurgis Night      | 2020 | [ 46 ] |

## M
| Bài hát                            | Sáng tác | Album                     | Năm  | Nguồn         |
| ---------------------------------- | --- | ------------------------- | ---- | ------------- |
| "Me Gustas Tu" (오늘부터 우리는) ‡ | Iggy Youngbae | Flower Bud                | 2015 | [ 47 ]        |
| "My Buddy" (기억해) ‡              | Iggy Youngbae | Flower Bud                | 2015 | [ 48 ]        |
| "Mermaid"                          | MI.O | LOL                       | 2016 | [ 49 ]        |
| "Memoria" ‡                        | Noh Joo-hwan Carlos K. Joe Ryo Miyata | Time for Us Fallin' Light | 2018 | [ 50 ] [ 51 ] |
| "Mr. Blue"                         | 13 | Fever Season              | 2019 | [ 52 ]        |
| "My My My"                         | Jang Jung-woo (MI.O) | Fallin' Light             | 2019 | [ 53 ]        |
| "Mago"                             | FRANTS "hitman" bang Kyler Niko Paulina Cerrilla Eunha Cho Yoon-kyung Yuju Alice Vicious Cazzi Opeia Ellen Berg JADED JANE Noisy Citizen Justin Reinstein JJean Umji | 回:Walpurgis Night        | 2020 | [ 54 ]        |

## N
| Bài hát                                    | Sáng tác                                | Album              | Năm  | Nguồn  |
| ------------------------------------------ | --------------------------------------- | ------------------ | ---- | ------ |
| "Neverland"                                | Eden Beatz ZigZag Note Kang Myeong-shin | Season of Glass    | 2015 | [ 55 ] |
| "Navillera" (너 그리고 나) ‡               | Iggy Youngbae                           | LOL                | 2016 | [ 56 ] |
| "Night Drive" (thể hiện bởi Eunha và Yuju) | Noh Joo-hwan Yuju Eunha                 | 回:Walpurgis Night | 2020 | [ 57 ] |

## O
| Bài hát                             | Sáng tác            | Album                       | Năm  | Nguồn  |
| ----------------------------------- | ------------------- | --------------------------- | ---- | ------ |
| "One"                               | Iggy Youngbae       | Flower Bud                  | 2015 | [ 58 ] |
| "One Half" (이분의 일 1/2)          | Iggy Youngbae       | Parallel                    | 2017 | [ 59 ] |
| "Our Secret" (비밀 이야기)          | Lee Seu-ran B.Eyes  | Time for Us                 | 2019 | [ 60 ] |
| "Only 1"                            | Iggy Youngbae Minki | Time for Us                 | 2019 | [ 61 ] |
| "Oh Difficult" · (với Sonar Pocket) | —                   | Oh Difficult (with GFriend) | 2019 | [ 62 ] |

## P
| Bài hát                                     | Sáng tác                    | Album         | Năm  | Nguồn  |
| ------------------------------------------- | --------------------------- | ------------- | ---- | ------ |
| "Please Save My Earth" (나의 지구를 지켜줘) | MI.O                        | The Awakening | 2017 | [ 63 ] |
| "Paradise"                                  | Islan Jeong Ho-hyun (e.one) | Fever Season  | 2019 | [ 64 ] |

## R
| Bài hát                          | Sáng tác                                                                | Album                 | Năm  | Nguồn  |
| -------------------------------- | ----------------------------------------------------------------------- | --------------------- | ---- | ------ |
| "Rough" (시간을 달려서) ‡        | Iggy Youngbae                                                           | Snowflake             | 2016 | [ 65 ] |
| "Rain in the Spring Time" (봄비) | Mafly Keyfly Erik Lidbom Sophia Pae 220                                 | The Awakening         | 2017 | [ 66 ] |
| "Red Umbrella" (빨간 우산)       | Heuktae Jang Jung-seok                                                  | Parallel              | 2017 | [ 67 ] |
| "Rainbow"                        | Mafly Fuxxy Vincenzo Any Masingga Anna Timgren                          | Rainbow               | 2017 | [ 68 ] |
| "Room of Mirrors" (거울의 방)    | Noh Joo-hwan Lee Won-jong D.Ori Steven Lee Caroline Gustavsson Kim Kiwi | 回:Song of the Sirens | 2020 | [ 69 ] |

## S
| Bài hát                                     | Sáng tác                                                     | Album                 | Năm  | Nguồn  |
| ------------------------------------------- | ------------------------------------------------------------ | --------------------- | ---- | ------ |
| "Say My Name" (내 이름을 불러줘)            | Iggy Youngbae                                                | Snowflake             | 2016 | [ 70 ] |
| "Someday" (그런 날엔)                       | Heuk Tae Jun Ta Park Chan                                    | Snowflake             | 2016 | [ 71 ] |
| "Sunshine" (나의 일기장)                    | e.one                                                        | LOL                   | 2016 | [ 72 ] |
| "Summer Rain" (여름비)                      | Iggy Youngbae                                                | Rainbow               | 2017 | [ 73 ] |
| "Sunny Summer" (여름여름해)                 | Duble Sidekick Black Edition                                 | Sunny Summer          | 2018 | [ 74 ] |
| "Sweety"                                    | MI.O                                                         | Sunny Summer          | 2018 | [ 75 ] |
| "Sunrise" (해야) ‡                          | Noh Joo-hwan Lee Won-jong                                    | Time for Us           | 2019 | [ 76 ] |
| "Show Up" (보호색)                          | Noh Joo-hwan Lee Won-jong                                    | Time for Us           | 2019 | [ 77 ] |
| "Smile" (좋은 말 한때)                      | Noh Joo-hwan Lee Won-jong                                    | Fever Season          | 2019 | [ 78 ] |
| "Stairs in the North" (북쪽 계단)           | "hitman" bang FRANTS                                         | 回:Song of the Sirens | 2020 | [ 79 ] |
| "Secret Diary" (thể hiện bởi Yerin và SinB) | Noh Joo-hwan Woong Kim Andreas Öberg Simon Petrén Yerin SinB | 回:Walpurgis Night    | 2020 | [ 80 ] |

## T
| Bài hát                          | Sáng tác | Album                   | Năm  | Nguồn  |
| -------------------------------- | --- | ----------------------- | ---- | ------ |
| "Trust" ‡                        | Noh Joo-hwan Lee Won-jong                                                                                       | Snowflake               | 2016 | [ 81 ] |
| "Time for the Moon Night" (밤) ‡ | Noh Joo-hwan Lee Won-jong                                                                                       | Time for the Moon Night | 2018 | [ 82 ] |
| "Tik Tik" (틱틱)                 | Iggy Youngbae                                                                                                   | Time for the Moon Night | 2018 | [ 83 ] |
| "Truly Love"                     | Limgo Kim Woong                                                                                                 | Time for Us             | 2019 | [ 84 ] |
| "Tarot Cards" ‡                  | Jung Ho-hyun (e.one) Kim Yeon-seo Sophia Pae Val Del Prete Son Ko-eun (MonoTree) Cho Yoon-kyung Yuju Eunha Umji | 回:Song of the Sirens   | 2020 | [ 85 ] |
| "Three of Cups"                  | Noh Joo-hwan Lee Won-jong Kim Jung-woo Mayu Wakisaka                                                            | 回:Walpurgis Night      | 2020 | [ 86 ] |

## U
| Bài hát                       | Sáng tác                     | Album      | Năm  | Nguồn  |
| ----------------------------- | ---------------------------- | ---------- | ---- | ------ |
| "Under the Sky" (하늘 아래서) | Iggy Hong Beom-gyu Kim Woong | Flower Bud | 2015 | [ 87 ] |

## V
| Bài hát    | Sáng tác      | Album        | Năm  | Nguồn  |
| ---------- | ------------- | ------------ | ---- | ------ |
| "Vacation" | Iggy Youngbae | Sunny Summer | 2018 | [ 88 ] |

## W
| Bài hát                                 | Sáng tác                            | Album              | Năm  | Nguồn  |
| --------------------------------------- | ----------------------------------- | ------------------ | ---- | ------ |
| "White" (하얀마음)                      | Iggy Youngbae                       | Season of Glass    | 2015 | [ 89 ] |
| "Water Flower" (물꽃놀이)               | Hong Kim Woong Iggy                 | LOL                | 2016 | [ 90 ] |
| "Windy Windy" (바람 바람 바람)          | Boombastic                          | Sunny Summer       | 2018 | [ 91 ] |
| "Wish" (바라)                           | MosPick                             | Fever Season       | 2019 | [ 92 ] |
| "Wheel of the Năm" (앞면의 뒷면의 뒷면) | Hwang Hyun (MonoTree) Mayu Wakisaka | 回:Walpurgis Night | 2020 | [ 93 ] |

## Y
| Bài hát                | Sáng tác                   | Album                   | Năm  | Nguồn  |
| ---------------------- | -------------------------- | ----------------------- | ---- | ------ |
| "You Are My Star" (별) | Lee Shin-seong ZigZag Note | Time for the Moon Night | 2018 | [ 94 ] |
| "You Are Not Alone"    | Iggy Youngbae              | Time for Us             | 2019 | [ 95 ] |

## Bài hát khác
| Bài hát                                | Sáng tác | Album                               | Năm  | Nguồn  |
| -------------------------------------- | -------- | ----------------------------------- | ---- | ------ |
| "Wave" (파도)                          | —        | —                                   | 2016 | [ 96 ] |
| "Letter in My Pocket" (주머니 속 편지) | —        | Pokemon the Movie XY&Z OST          | 2016 | [ 97 ] |
| "Wanna Be"                             | —        | What's Wrong with Secretary Kim OST | 2018 | [ 98 ] |
| "ZZAN" (짠)                            | —        | Just One Bite Season 2 OST          | 2019 | [ 99 ] |